# 高明镇 (简阳市)
高明镇，原为高明乡，是中华人民共和国四川省资阳市简阳市下辖的一个乡镇级行政单位。2019年12月，撤销五指乡、高明乡，设立高明镇，以原五指乡和原高明乡所属行政区域为高明镇的行政区域，高明镇人民政府驻建设路50号。

## 行政区划
高明镇下辖以下地区：
白金村、高明村、高塔村、鲤鱼村、面房村、农丰村、塘塘湾村、桅杆村和张寺咀村。